# Mitromorpha ustulata
Mitromorpha ustulata é uma espécie de gastrópode do gênero Mitromorpha, pertencente a família Mitromorphidae.